# Oulaya Amamra
Oulaya Amamra (Viry-Chatillon, 12 de noviembre de 1996) es una actriz francesa.

## Biografía
Amamra descubrió el mundo del cine a la edad de 9 años, participando en varias obras de teatro, pero a los 12 años decidió tomar sus primeras clases de actuación semanales, bajo la dirección del fundador de la asociación, su hermana Houda Benyamina.
Para el reparto de Divines, su hermana mayor Houda Benyamina, decide brindarle el papel principal para protagonizar la película. Luego de aquel estreno, recibió una cálida bienvenida en el Festival de Cannes en 2016. Además, obtuvo su primera nominación en los Premios César. También ganó en los Premios Lumiere como actriz de revelación junto a Déborah Lukumuena.

## Filmografía

### Cine
- 2015 : L'Orchestre des aveugles de Mohamed Mouftakir : Chama
- 2016 : Tamara de Alexandre Castagnetti : Jelilah
- 2016 : Divines de Houda Benyamina : Dounia
- 2018 : El mundo es tuyo : Lamya
- 2023: Fumer fait tousser: Ammoniaque[2]

### Cortometrajes
- 2012 : Le Commencement de Guillaume Tordjman
- 2013 : Le Rêve indien de Assia Bellaâ
- 2014 : Ghetto Child de Guillaume Tordjman y Houda Benyamina
- 2015 : Belle Gueule de Emma Benestan : Sarah
- 2015 : Un métier bien de Farid Bentoumi : Soraya
- 2016 : Mariam de Faiza Ambah : Mariam